# 류시 (1988년)
류시(중국어: 刘曦, 병음: Liu Xi, 한자음: 유희, 1988년 4월 6일 ~ )는 중화인민공화국의 바둑 기사이다. 장쑤성 난퉁시 출신으로 중국기원 소속의 5단이다. 차이비한 4단의 남편이다.

## 경력
장쑤성 난퉁시에서 태어났다. 2000년 프로바둑에 입단했고, 2001년 장쑤팀으로 중국 을조리그에 출전하여 저장팀 주쑹리와의 경기에서 핸디캡 관련 사고가 발생했지만 처벌은 받지 않았다. 2009년 제1회 전국 마인드게임 바둑 혼합 복식 챔피언십에서 위즈잉와 함께 우승했고, 2010냔 전국 바둑 개인전 토너먼트에서 5위를 차지했다. 2011년부터 2014년까지 다롄팀, 2015년과 2016년은 장쑤팀, 2017년은 허난팀, 2018년은 항저우팀으로 갑조리그에 각각 참가했다. 2014년 5단으로 승단했다. 2015년 제2회 몽백합배 세계 바둑 오픈전 예선에서 이토겐료와 신진서, 양딩신을 연이어 누리고 본선 64강에 진출했지만 판인에게 져서 탈락했다.